# Nikolaus Simmer
Nikolaus Simmer (Pseudonym: Klaus Simmer-Jochem) (* 11. November 1902 in Besch; † 17. März 1986 ebenda) war ein deutscher Diplom-Kaufmann und Politiker (NSDAP). Von 1940 bis 1945 war er Oberbürgermeister von Koblenz.

## Leben und Beruf
Simmer besuchte die Präparandenanstalt und das Lehrerseminar in Wittlich, wo er 1923 sein Lehrerexamen ablegte. Im Anschluss arbeitete er als kaufmännischer Angestellter in Saarbrücken. Er studierte als Werkstudent von 1925 bis 1926 Rechts- und Wirtschaftswissenschaften an der Handelshochschule Berlin und dann bis 1929 Wirtschafts- und Sozialwissenschaften an der Johann Wolfgang Goethe-Universität Frankfurt am Main. In Frankfurt wurde er Mitglied der Burschenschaft Marcomannia im Verband Deutscher Burschen. 1927 trat er in die NSDAP (Mitgliedsnummer 56.310) ein. Von 1929 bis 1930 arbeitete er als Handelslehrer an der Städtischen Höheren Handelsschule der Stadt Frankfurt am Main. Er holte sein Abitur nach und wurde 1929 Diplom-Kaufmann und 1931 Diplom-Handelslehrer. 1931 wurde er an der Universität Frankfurt am Main zum Dr. rer. pol. promoviert. Nachdem er ein Stipendium des Institute of International Education (New York) erhalten hatte, ging er 1931/1932 für ein Jahr an die Universität Pennsylvania (USA), wo er auch Propagandavorträge für die NSDAP hielt.
Nach seiner Rückkehr übernahm er das Amt des NSDAP-Kreisleiters in Trier, wo er auch Vorsitzender der NSDAP-Fraktion im Stadtrat war. Er betätigte sich ab 1932 als Gauredner. In Trier war er ab 1933 als Kreisführer des DRK tätig. Von März bis zur Auflösung der Körperschaft im Herbst 1933 war er Mitglied des Preußischen Landtages. Im März 1933 wurde er in den Rheinischen Provinziallandtag gewählt, der im Dezember aufgelöst wurde. Am 23. April 1933 wurde er Landrat in Trier, wo er 1935 in den einstweiligen Ruhestand versetzt wurde. 1933, 1936 und 1938 war er erfolglos für den Reichstag vorgeschlagen worden. 1935 war er ehrenamtlich als Gauwirtschaftsberater in Trier tätig. Er war Standartenführer im NSKK. Nachdem ihm fahrlässiger Landesverrat vorgeworfen worden war, wurde er in den einstweiligen Ruhestand versetzt. 1936 wurde er vertretungsweise, dann von 1937 bis 1939 kommissarischer Landrat in Bad Kreuznach. 1940 bis 1944 war er Staatskommissar im luxemburgischen Bad Mondorf und kommissarischer Leiter des Staatsbads Mondorf.

## Wirken als Koblenzer Oberbürgermeister
Sein Vorgänger Theodor Habicht wurde nach nur vier Monaten Amtszeit zum Kriegsdienst einberufen. Am 6. Januar 1940 folgte ihm Simmer im Amt des Oberbürgermeisters von Koblenz. Im September 1943 wurde er zuständig für die Wirtschaftsabteilung im besetzten Luxemburg. Im Jahr 1942 wurden aus der Region 870 Juden über den Bahnhof Koblenz-Lützel in die nationalsozialistischen Konzentrations- und Vernichtungslager deportiert. Ein Jahr später folgten 149 Koblenzer Sinti, die über den Hauptbahnhof nach Auschwitz verschleppt und dort vergast wurden. Von den 800 Juden (1929) in Koblenz hatten nur 22 den Holocaust überlebt. 1943 erhielt Simmer aus bisher nicht geklärten Gründen vom Reichspropagandaamt ein vorübergehendes Redeverbot.
Im Luftkrieg auf deutsche Städte wurde Koblenz zunächst verschont. Am 22. April 1944 fand der erste größere Luftangriff auf Koblenz statt, bei dem 130 Menschen getötet und 300 verletzt wurden. Der schwerste Luftangriff vom 6. November 1944 zerstörte die Stadt vollständig, ein Feuersturm machte jede Löschversuche aussichtslos. Die Stadtverwaltung evakuierte die Koblenzer Bevölkerung bis Ende 1944 nach Thüringen. Seit dem 24. September 1944 verließen täglich mehrere Züge mit jeweils 600 Menschen die Stadt. Der endgültige Räumungsbefehl kam am 13. Januar 1945.
Seit Herbst 1944 entzündete sich ein Machtkampf mit dem regionalen Reichsverteidigungskommissar Simon, in dem es um die Modalitäten der Evakuierung und die Heranziehung von Kriegsgefangenen zur Trümmerbeseitigung ging. Diese Auseinandersetzung hatte schlussendlich im Januar 1945 Simmers Absetzung als Oberbürgermeister zur Folge. Am 11. Februar musste er als einfacher Gefreiter zur Wehrmacht einrücken und tags darauf folgte ihm Konrad Gorges im Amt des Oberbürgermeisters nach.

## Nachkriegszeit
Simmer geriet im März 1945 bei Oppenheim in US-amerikanische Kriegsgefangenschaft, wurde 1945/46 in Saarbrücken interniert und befand sich 1947 bis 1948 als mutmaßlicher Kriegsverbrecher in luxemburgischer Untersuchungshaft. Das Verfahren wurde schließlich eingestellt und Simmer entlassen. Sein Entnazifizierungsverfahren wurde am 16. März 1950 eingestellt, da er nach Ansicht des Untersuchungsausschusses der Gruppe III (Minderbelastete) zuzuordnen war.
Arbeit fand er als Versicherungsvertreter. Später war er als Steuerberater in Gerolstein und Kobern tätig. Ab 1951 bemühte er sich erfolglos um eine Rückkehr in den Staatsdienst. 1954 wurde er pensioniert.

## Herkunft und Familie
Nikolaus Simmer war ein Sohn des aus Luxemburg stammenden Landwirts und Mühlenbesitzers Johann Simmer und dessen Ehefrau Anna, geb. Jochem. Er war seit 1935 mit Hedwig Dujardin (* 29. Juli 1913), Tochter eines Rechtsberaters verheiratet. Ein jüngerer Bruder von ihm war der frühere Landrat des Kreises Ahrweiler Peter Simmer.

## Veröffentlichungen (Auswahl)
- Wandlungen in der Kapitalanlagepolitik der privaten deutschen Versicherungsgesellschaften seit der Währungsstabilisierung. Dissertation Universität Frankfurt am Main 1931.
- Die Lösung des Saargrenzproblems im Landkreise Trier. Schweich 1933.
- Die Lösung der Winzerfrage. Trier um 1933/34.
- Unter dem Pseudonym Klaus Simmer-Jochem: Generation ohne Hoffnung. Aufzeichnungen des Robert Grenzmann aus den Jahren 1913–1933. Hannover 1968.